# Frederikshavn
 Denne artikel handler om selve byen Frederikshavn. Ordet Frederikshavn bruges ofte også som en kort betegnelse for Frederikshavn Kommune.
Frederikshavn, der tidligere hed Fladstrand (på latin "Ora Plana"), er den største by i Frederikshavn Kommune og Vendsyssels tredjestørste by med 22.838 indbyggere  (2024). Byen er beliggende i Region Nordjylland ud til Kattegat på østkysten af den Nørrejyske Ø. Frederikshavn er opkaldt efter Kong Frederik 6. og fik købstadsrettigheder i 1818. Efter kommunalreformen 2007 blev Sæby Kommune og Skagen Kommune lagt under den nye Frederikshavn Kommune.
Næringslivet i Frederikshavn har traditionelt været centreret omkring fiskeri og havnevirksomhed. I dag er den en en vigtig færgeby med forbindelser til Oslo og Göteborg. Byen har også et større sygehus, marinebase og tekniske skoler tilknyttet maritime fag.

## Landskabet
Frederikshavn ligger i et morænelandskab, der blev skabt af ismasserne i den seneste istid for 14.000 år siden. Syd for byen rejser Pikkerbakken og Øksnebjerg sig med dybe smeltevandskløfter. Vest for Frederikshavn finder man et kuperet landskab med skove, enge, dale og agerland, og mod nord er landskabet fladt med strandenge, moser og agerland. Mod øst ligger øgruppen Hirsholmene og Deget i Kattegat.
De omkringliggende landsbyer er fra nord mod uret Strandby, Elling, Kvissel, Ravnshøj, Kilden og Haldbjerg.

## Historie
Der har boet mennesker i området ved Frederikshavn i mange tusinde år. Man har arkæologiske fund fra stenalder til vikingetid. I landskabet rundt om byen findes der levn fra disse mennesker i form af talrige gravhøje, langdysser og jernaldergrave. Blakshøj jættestue omkring 10 km sydvest for Frederikshavn, er en jættestue fra yngre stenalder, og det er den eneste jættestue i Vendsyssel.

### Renæssancen
Stedet hed tidligere Fladstrand eller Fladestrand efter sin beliggenhed og Flade Sogn, hvortil det hørte. Det var oprindeligt en lille landsby og et fiskerleje, som efterhånden voksede op ved sit rige fiskeri og sin handel. Første gang, Fladstrand nævnes, er formentlig 1572 , da det omtales som et sted, hvor der indføres meget tysk øl og andre drikkevarer. Den var tillige et meget benyttet overfartssted til Norge.
Allerede Frederik III lod anlægge Nordre Skanse nord for byen til beskyttelse for havnen. Havnen "havde 4 Batterier" (senere blev den opkaldt efter generalmajor, regimentschef Adam Ludvig Moltke, død 1810, som havde forestået de første anlæg af havnen).

### Under enevælden
Citadellet Fladstrand blev anlagt 1687 lige sydvest for havnen under ledelse af oberst Anton Coucheron (død 1689). Det bestod af det endnu stående Krudttårnet, der var omgivet af en mur, hvori der var en fæstningsport. Omtrent samtidig anlagdes Søndre Skanse lidt syd for byen. Før 1687 havde en kommando fra skansen ved Hals gjort tjeneste i Nordre Skanse, men citadellet fik da sin egen kommandant og besætning, og kommandantboligen var først ved "det runde tårn", senere i Hornværket.
Omtrent på samme tid, i 1686 fik byen tilladelse til at opføre sin egen kirke, især ved medvirkning af viceadmiral Iver Hoppe og tolder og overkirurg på flåden Peder Visberg , og den blev anneks til Flade Kirke fra 1696 indtil 1812, da den fik sin egen præst. Siden forordningen af 31. december 1700 måtte byen svare konsumtion og havde desuden andre byrder til fælles med købstæderne. Længe var den dog kun en lille by: i 1684 havde den 12 huse med 2¾ tønde hartkorn. Byen og dens grund hørte tidligere til Bangsbo, Lengsholm og Knivholt; i 1748 solgte Mette Bille, kancellir Hans Lorents Arenfeldts enke, byen til "Indvaaner i Fladstrand" Peder Hansen Høyer for omkring 4.000 rigsdaler, og han solgte den igen i 1775 for 5.000 rigsdaler til Johs. Andersen Glerup, tidligere ejer af Eget i Skærum Sogn, som nogle år efter udstedte skøder til 42 beboere af Fladstrand, tidligere fæstere. År 1730 brændte 10 huse. I 1769 havde byen 525 indbyggere.
Fæstningsværkerne blev løbende udviklet: i 1712 blev de udvidet lidt nord for citadellet Hornværket med bastioner og grave, samt et batteri på holmen Deget omtrent 4.000 alen nordøst for havnen.
I 1764 solgtes kommandørboligen tillige med proviantforvalterens hus, materialgården og bageriet (det sidste havde tidligere ligget i byen, men brændte 1730) til den ovennævnte Peder Høyer, som lod dem til dels nedrive. Samme år solgtes bygningen i Nordre Skanse til kaptajn Müllertz.
Frederikshavn blev først købstad og fik sit nuværende navn den 25. september 1818.
1812—43 var Hirsholmene anneks til kirken.
Fæstningen blev dog ved at bestå indtil 1864; citadellet og en stor del af Hornværket blev afgivet til havnen. Fæstningsporten blev nedbrudt i 1892.

### Den tidlige industrialisering
Først ved midten af det 19. århundrede begyndte byen at vokse på grund af havneanlægget, og senere bidrog jernbanernes anlæg til byens udvikling. Byen fik sit våben approberet den 1. april 1898.
Frederikshavn havde omkring 1900 årlig 3 markeder: 1 i april med kreaturer, 1 i september med kvæg, heste og får og 1 i oktober med kvæg og får. Det var torvedag hver onsdag og lørdag.
Af fabrikker og industrielle anlæg havde byen omkring midten af 1800-tallet: 1 bogtrykkeri, 2 teglbrænderier, 2 kalkværker og 1 cigarfabrik. Af fabrikker og industrier havde byen i 1872: 1 bogtrykkeri, 1 teglbrænderi, 3 kalkværker, 2 tobaksfabrikker, 1 garveri og 1 skibsværft, der beskæftigede 40-50 arbejdere, dog fortrinsvis ved reparantioner. Af fabrikker og industrielle anlæg havde byen omkring århundredeskiftet: 1 jernstøberi og maskinfabrik (omkring 80 arbejdere, oprettet til aktieselskab 1898, aktiekapital 225.000 kr.), 3 skibsværfter (1898 byggedes i byen 14 sejlskibe på 276 ton), 1 kalkværk, 1 tobaksfabrik, 1 garveri, 2 hvidtølsbryggerier, 2 mineralvandsfabrikker, 1 eksportslagteri, 1 savskæreri og 2 bogtrykkerier..
I Frederikshavn blev udgivet to aviser: "Frederikshavns Avis" og "Frederikshavns Folkeblad" (også "Sæby Avis" (eller "Dronninglund Herreds Avis") og "Sæby Folkeblad" blev udgivet i Frederikshavn).
Frederikshavns befolkning var stigende i slutningen af 1800-tallet og begyndelsen af 1900-tallet: 1.374 i 1850, 1.467 i 1855, 1.843 i 1860, 2.133 i 1870, 2.891 i 1880, 4.848 i 1890, 6.538 i 1901, 7.176 i 1906 og 7.916 i 1911.
| År            | 1850  | 1855  | 1860  | 1870  | 1880  | 1890  | 1901  | 1906  | 1911  |
| ------------- | ----- | ----- | ----- | ----- | ----- | ----- | ----- | ----- | ----- |
| Frederikshavn | 1.374 | 1.467 | 1.843 | 2.133 | 2.891 | 4.848 | 6.538 | 7.176 | 7.917 |

Efter næringsveje fordeltes folkemængden 1890 i følgende grupper, omfattende både forsørgere og forsørgede: 658 levede af immateriel virksomhed, 1.470 af industri, 980 af handel, 454 af skibsfart, 396 af fiskeri, 105 af jordbrug, 11 af gartneri, 651 af forskellig daglejervirksomhed, 62 af deres midler, 54 nød almisse, og 7 var i fængsel. Ifølge en opgørelse i 1906 var indbyggertallet 7.176, heraf ernærede 391 sig ved immateriel virksomhed, 140 ved landbrug, skovbrug og mejeridrift, 767 ved fiskeri, 2.743 ved håndværk og industri, 1.382 ved handel med mere, 1.301 ved samfærdsel, 251 var aftægtsfolk, 128 levede af offentlig understøttelse og 73 af anden eller uangiven virksomhed.
Gennem mellemkrigstiden var Frederikshavns indbyggertal voksende: i 1921 9.411, i 1925 9.650, i 1930 9.882, i 1935 10.500, i 1940 15.275 indbyggere. Den fremadskridende forstadsudvikling i Flade-Gærum Kommune blev indlemmet i købstaden fra. 1. april 1939.
| År                                                  | 1916   | 1921   | 1925   | 1930   | 1935   | 1940   |
| --------------------------------------------------- | ------ | ------ | ------ | ------ | ------ | ------ |
| Frederikshavn købstad                               | 8.532  | 9.411  | 9.650  | 9.882  | 10.500 | 15.275 |
| Bangsbostrand, Båderne og Nyholmstrand i Flade Sogn | 1.726  | 1.838  | 2.101  | 2.047  | 2.291  | -      |
| Øster Flade by i Flade Sogn                         | 694    | 801    | 1.202  | 1.054  | 1.330  | -      |
| Frederikshavn med forstæder                         | 10.952 | 12.050 | 12.953 | 12.983 | 14.931 | 14.121 |

Ved folketællingen i 1930 havde Frederikshavn 9.882 indbyggere, heraf ernærede 612 sig ved immateriel virksomhed, 3.771 ved håndværk og industri, 1.506 ved handel mm, 1.305 ved samfærdsel, 931 ved landbrug, skovbrug og fiskeri, 793 ved husgerning, 845 var ude af erhverv og 119 havde ikke oplyst indkomstkilde.
| Næringsveje                                                 | Landbrug m.v. | Håndværk, industri | Handel og omsætning | Transport | Immateriel virksomhed | Hus- gerning | Ude af erhverv | Uangivet | I alt  |
| ----------------------------------------------------------- | ------------- | ------------------ | ------------------- | --------- | --------------------- | ------------ | -------------- | -------- | ------ |
| Fredeikshavn købstad                                        | 931           | 3.771              | 1.506               | 1.305     | 612                   | 793          | 845            | 119      | 9.882  |
| Bangsbrostrand, Båderne og Nyholmsstrand i Flade-Gærum Sogn | 493           | 875                | 115                 | 113       | 31                    | 196          | 220            | 4        | 2.047  |
| Øster Flade by i Flade-Gærum Sogn                           | 88            | 478                | 94                  | 175       | 20                    | 90           | 96             | 13       | 1.054  |
| Frederikshavn med forstæder                                 | 1.512         | 5.124              | 1.715               | 1.593     | 663                   | 1.079        | 1.161          | 136      | 12.983 |

Under anden verdenskrig var byen en del af tyskernes Atlantvold, og havde status af forsvarsområde, Verteidigungsbereich. Der var kun fire områder med en sådan status i Danmark under besættelsen. De tre andre var Hanstholm, Esbjerg og Aalborg.
Efter 2. verdenskrig fortsatte Frederikshavn sin befolkningsvækst. I 1945 boede der 16.827 indbyggere i købstaden, i 1950 18.394 indbyggere, i 1955 20.018 indbyggere, i 1960 22.522 indbyggere og i 1965 24.379 indbyggere.
Byudviklingen bevirkede, at der blev nedsat et byudviklingsudvalg, som udarbejdede en byudviklingsplan for Frederikshavn-egnen omfattende både købstaden og omgivende landsogne.
Frederikshavns gunstige besejlingsforhold med en naturhavn og en ankerplads beliggende i læ af øgruppen Hirsholmene og Deget, de mange smårev og nærheden til Sverige og Norge har haft betydning for byens økonomiske, politiske og militære historie.
Havnen har traditionelt været byens økonomiske omdrejningspunkt med fiskeri og værftsindustri. Men efter krisen i både fiskeriet og for værfterne op gennem 1980'erne, har byen formået at gå fra værftsby til værtsby. Man har satset på investeringer i byggerier og andre erhvervsrettede aktiviteter, der kan sikre byens fremtid. Man har valgt at sikre tre kerneområder, som anses for vigtige for byens udvikling – det er erhverv, turisme og bosætning.

## Borgmestre i Frederikshavn siden 1870
Frederikshavn har haft 19 borgmestre siden 1870. Enkelte har som bykonger siddet i mange år, mens andre kun har fået en enkelt mandatperiode. Listen over borgmestre i Frederikshavn og deres tiltrædelsesår ser sådan ud:
- 1870: F. E. E. Erichsen (kgl. udnævnt), byfoged
- 1882: Niels Tvede (kgl. udnævnt), by- og herredsfoged
- 1900: C. A. Ramsig (kgl. udnævnt)
- 1913: P. E. Hosøe (kgl. udnævnt)
- 1919: Christen Elius Andersen (C), sparekassedirektør
- 1920: Johan Gustav Hassing (C), malermester
- 1933: Frithjof Houmøller (C), ingeniør
- 1936: Harald Victor Alster (C), landsretssagfører
- 1937: Lars Christian Fisker (A), overlærer
- 1950: Westy Beckett (C), dommerfuldmægtig
- 1954: Lars Christian Fisker (A), overlærer
- 1960: Harald Jensen (A), biografdirektør
- 1965: Christian Pedersen (A), tømrer
- 1970: Villy Christensen (A), skoledirektør
- 1986: Ove Christensen (A), politiassistent
- 1994: Jens Christian Larsen (V), skoleinspektør
- 1998: Erik Sørensen (A), skattechef
- 2010: Lars Møller (V), landmand
- 2014: Birgit Hansen (A), sygeplejerske

## Havne i Frederikshavn
I Frederikshavn finder man følgende havne ordnet efter placering fra nord til syd:
- Rønnerhavn er en lystbåde, jolle- og fritidsfiskerihavn, der er omkranset af 78 røde træhuse. Der er naturlegeplads, samt restaurant.
- Frederikshavn Kommunale Havn er en erhvervs- og trafikhavn der omfatter færgehavn, fragthavn og serviceindustri. På havneområdet opererer cirka 100 private virksomheder. Havnen har ca. 4.500 årlige skibsanløb, heraf 3.900 færgeanløb med 1,8 mio. passagerer, 350.000 personbiler, 168.000 lastbilenheder, 2.500 busser og en samlet godsmængde på 2,45 mio. tons.

- Flådestation Frederikshavn – Søværnets fysiske rammer for bl.a. OPLOG FRH
- Frederikshavn Marina er en søsportshavn med, servicebygning, klubhus med sejlerstue for gæstesejlere, udsigtsbroer med grillpladser, 8 ton kran, tømningsanlæg for kemiske toiletter, 24 timers parkering for campingvogne og trådløst internet. Der er også en restaurant på havneområdet.
- Neppens Havn ved Bangsbostrand er en lystbådehavn. Det er foreningen Neppens Havns Venner, der står for driften. Havnen har en langtidskontrakt med Frederikshavn Fiskeriforening mod at man står for vedligeholdelsen.

Det har i flere generationer været en tradition for mange at have sin egen jolle eller båd i Frederikshavn, og der er en helt speciel stemning i de små jollehavne, hvor der er aktivitet hele året med pasning af båd og fiskegarn samt besøgende sejlere fra hele Skandinavien.

## Skole og uddannelse
Frederikshavn kommune er inddelt i 11 skoledistrikter med tilhørende skoler.

### Folkeskoler
- Bangsbostrandskolen har ca. 670 elever fra 0 – 9 årgang.
- Ravnshøjskolen har ca. 190 elever fra 0-9.
- Gærumskolen har ca. 75 elever fra 0-6
- Nordstjerneskolen har ca. 844 elever fra 0-9.
- Frydenstrandskolen har ca. 733 elever fra 0-9.

### Andre skoler
- Frederikshavn Ungdomsskole har til unge mellem 12 og 18 år et udbud af fritidsaktiviteter. Ungdomsskolen samarbejder med de unge, at der skabes rammerne for et aktivt ungdomsmiljø.
- Frederikshavn kommunale Musikskole har musikundervisning for børn, unge og voksne i Det Musiske Hus i Frederikshavn, på Kappelborg i Skagen, Manegen i Sæby eller decentralt på folkeskolerne i kommunen.
- Heldagsskolen i Frederikshavn er en specialskole, hvor eleverne bliver visiteret til Heldagsskolen for et år ad gangen. Skolen har ca. 34 elever.
- Privatskolen i Frederikshavn har børnehaveklasse til og med 6. klasse, 7.-9. klasse og en 10. klasse.
- Frederikshavn Friskole har ca. 140 elever fordelt på 0. – 9.klassetrin.

### Ungdomsuddannelser og andre uddannelser
- EUC Nord – Frederikshavn Tekniske Skole
- Frederikshavn Gymnasium og HF kursus
- Frederikshavn Handelsskole
- Frederikshavn Produktionsskole
- MARTEC – Maskinmesterskolen, Søfartsskolen og Skoleskibet Danmark
- Nordjyllands Sportscollege
- Nordjysk Brand- og Redningsskole
- Søværnets Sergent- og Grundskole
- Søværnets Havarikursus
- VUC Nordjylland, Frederikshavn

## Erhverv og handel
Frederikshavn har gennem årene ændret sin erhvervsprofil og er gået fra at være et traditionelt fiskersamfund til et højteknologisk kommunikationssamfund med fremstillingsvirksomheder, der stiller krav til en veluddannet og specialiseret arbejdskraft.
Byens største arbejdspladser er:
- Frederikshavn Kommune
- Flådestation Frederikshavn
- MAN Energy Solutions Frederikshavn fremstiller fire-takt fremdrivningsmotorer og propelleranlæg
- Sygehus Vendsyssel, tidl. Frederikshavn-Skagen Sygehus

Turismen er blevet en betydelig indtægtskilde for byen. Byen har derfor gode og varierede indkøbsmuligheder med flere supermarkeder og varehuse.
Fra 1853 til 1971 eksisterede Laages Boghandel, der blev etableret af Michael Vogelius i forbindelse med grundlæggelsen af Frederikshavns Avis.

## Infrastruktur og transport
Frederikshavn er trafikalt knudepunkt i Frederikshavn Kommune.

### Offentlig Transport
Rejser man internt i Frederikshavn, kan man benytte sig af byens bybusser, som drives af Nordjyllands Trafikselskab, til befordring. Fra Frederikshavn Station, kører toget fra Nordjyske Jernbaner, i retning mod Skagen i Nord, og imod Aalborg i Syd via Den østjyske længdebane.

### Motorveje
Europavej E45 udgår fra Frederikshavn, og med den er der direkte motorvejsforbindelse fra Vangen til hele kontinentaleuropa. Den del af motorvejen, som går fra Vangen til Vodskov nord for Nørresundby benævnes Frederikshavnmotorvejen.

### Lufttransport
Har man brug for lufttransport til og fra Frederikshavn, finder man Aalborg Lufthavn, små 30 minutters kørsel fra Frederikshavn. Fra Aalborg Lufthavn, er der fly til eksempelvis København og Amsterdam. Fra Sindal Lufthavn, som ligger små 15 kilometer fra Frederikshavn, er der mulighed for at flyve til i Privatfly, da der ikke er ruteforbindelse herfra.

### Færgeforbindelser fra Frederikshavn
Frederikshavn har følgende færgeforbindelser til Norge, Sverige, og Læsø.
- Færgeselskabet Læsø K/S – færgeforbindelse med daglige afgange til Læsø
- DFDS - færgeforbindelse med 5-7 ugentlige afgange til Oslo
- Stena Line – færgeforbindelse med flere daglige afgange til Göteborg

## Sundhed og sygehuse
Frederikshavn Sygehus (tidl. Frederikshavn-Skagen Sygehus og endnu tidl. Frederikshavn Kommunehospital) er en større sygehusmatrikel under Sygehus Vendsyssel. Sygehuset har medicinske funktioner og foretager en række ortopædkirurgiske, kirurgiske og gynækologiske operationer.
Psykiatrien i Region Nordjylland har desuden en psykiatrisk afdeling i Frederikshavn.
Frederikshavn Sygehus havde indtil 2007 skadestue og akutmodtagelse på sygehuset, men pga. effektivisering blev denne afdeling nedlagt, og nu benyttes i stedet for Fælles Akut Modtagelsen (FAM) på Hjørring Centralsygehus. Der er dog stadig tilknyttet lægevagt på sygehuset i aften- og nattetimerne.
Der er også tilknyttet en Paramediciner (spec.udd. ambulancebehandler) fra Den Præhospitale Enhed i Frederikshavn, som har sin daglige gang på sygehuset i fast døgnvagt, hvor denne hjælper sygeplejepersonalet, og herfra sygehuset rykker paramedicinerbilen ud.
De fire ambulancer i Frederikshavn har til huse på brandstationen på H.C Ørstedsvej ved Nordjyllands Beredskab, men er drevet af Region Nordjyllands Præhospitale Enhed.

## Kultur og fritid
Som i andre havnebyer finder man et bredt udvalg af restauranter og beværtninger i Frederikshavn, ligesom der findes spillesteder med levende musik. Hele året kan man opleve gademusikanter på byens strøg i centrum. Frederikshavn Teaterforening henter hvert år en bred vifte af turnerende teaterforestillinger til byen.

### Musik, bio og teater
Arena Nord er et kultur-, konference- og sportscenter med over 15.000 m² fordelt på fem haller. Arenaen kan huse op til 4.000 tilskuere til koncerter, 2.500 tilskuere til sportsbegivenheder og mere end 1.800 siddende konference deltagere.
Det Musiske Hus på Rådhuspladsen er et selvejende kulturhus i fusion med Arena Nord. Huset har mange kulturarrangementer som turnerende teater, koncerter, stand-up og foredrag. Stedet har to sale med plads til henholdsvis 450 og 150 personer.
- ROMITEA er en forening, som er et resultat af 3 foreninger, der har valgt at slå sig sammen i 2016. De foreninger der slog sig sammen var: Frederikshavn Amatørscene, Eventyret på Knivholt og Frederikshavn Rollespil.

Foreningen beskæftiger sig med teater, middelalder og rollespils verden.
- Musikforeningen Underground i Skippergade er et forum for den rytmiske amatørmusik.
- Palads Teatret på Ørnevej er byens biograf med tre sale.

### Arrangementer og begivenheder
- Blomsterfestivalen – stor messe og udstilling i Bangsbostrand Botanisk Have
- Cup No. 1 – international fodboldturnering for unge
- Frederikshavn Bluesfestival – bluesfestival som tidligere bl.a. har budt på Gary Moore, Johnny Winter og Peter Green
- Havnefesten – årlig fest på havnen for byen med markedsboder, dans og servering
- Knivtræf – nordisk træf for knivsmede med åbne knivsmedier og demonstration
- Koncert på Knivholt – traditionsrig årlig koncert med deltagelse af bl.a. Lars Lilholt Band
- Lysfestivalen – årlig festival, hvor udvalgte bygninger i byen illumineres
- Open by night – byfest arrangeret af den lokale handelsstandsforening
- Rockparty –  rockfestival ved Knivholt
- Rødspætte Cup – skandinavisk håndboldturnering for unge
- Tordenskjolddagene – historisk byfest og show, der hylder områdets maritime historie ved at iscenesætte levende fortællinger om Tordenskjold og Fladstrand

### Aviser, nyheder etc.
Kanal Frederikshavn er en nyhedsportal på internettet.

### Kirker og trossamfund
Som i andre gamle fiskerbyer har religion altid været en naturlig del af hverdagen i Frederikshavn. Blandt Frederikshavn kommunes ældste eksisterende bygninger finder man derfor kirkerne. Der findes 5 middelalderkirker opført i tidsrummet 1150-1250: Skærum Kirke anses for at være den ældste, mens Flade Kirke, Gærum Kirke, Åsted kirke og Elling Kirke er bygget i tiden efter 1200.
Hirsholmenes kirke opførtes omkring 1640 på foranledning af Bangsbos daværende ejer Otto Skeel. Indtil da havde Hirsholmene hørt under Elling Sogn, men utilfredshed med præsten gjorde, at der blev bygget en kirke på Hirsholmene, der samtidigt fik sit eget sogn.
Fladstrand Kirke blev opført 1688-1690 af mursten og bindingsværk, som senere er blevet erstattet af fuld mur. Der findes epitafier i kirken og indmurede ligsten og mindetavler. Kirkegården omfatter en større krigskirkegård med flygtningegrave samt britiske og tyske krigsgrave fra 2. verdenskrig.
Frederikshavn Kirke er bygget i 1890-1892 i romansk stil med Domkirken i Aachen som forbillede, og står med sin skarpe profil som et af byens vartegn. Kirken er bygget i sandsten, og har en altertavle af skagensmaleren Michael Ancher. Der er en døbefont udhugget i ét stykke hvidt marmor og en prædikestol af udskåret eg. Kirken rummer næsten 1100 siddende besøgende. Klokkespillet består af 24 klokker.
Men der er flere kirker i byen og omegnen.
- Abildgård Kirke, 1970
- Bangsbostrand Kirke, 1902
- Baptistkirken
- Flade Kirke, 1200-tallet
- Fladstrand Kirke, 1690
- Frederikshavn Kirke, 1892
- Frederikshavn kirkecenter – Pinsekirken
- Helligåndskirken – Den romersk-katolske kirke
- Jesu Kristi Kirke af Sidste Dages Hellige – Mormonkirken
- Frederikshavn Metodistkirke – hvor kirkens menighed udøver den protestantiske trosretning metodisme.
- Åsted Kirke

### Museer og udstillinger
Frederikshavn har mange kulturelle og historiske institutioner, der på forskellig vis fortæller byens historie, og beskriver den kultur, der er speciel for byen:
- Krudttårnsmuseet martellotårnet bygget 1686-1690 i 3 stokværk. Museet viser Fladstrands og havnens historie
- Bangsbo Fort med Bunkermuseet og Niels Juels Kanoner – Et fæstningsanlæg, der blev bygget af den tyske besættelsesmagt, og indeholder 69 forskellige typer bunkere og 4 kanoner fra artilleriskibet Niels Juel
- Bangsbo Museum – Museet rummer bl.a. Ellingåskibet fra 1163 og Det Jyske Modstandsmuseum, en permanent udstilling om 2. verdenskrig
- Frederikshavn Stadsarkiv – Arkivet er byens hukommelse og har til opgave at indsamle og bevare dokumenter af historisk interesse. Derudover laver arkivet udstillinger i Det Kreative Rum på Rådhusets borgertorv
- Boolsens Stenhave – stor samling af brugssten
- Frederikshavn Kirke – Sandstenskirke i romansk stil med altertavle af Michael Ancher
- Frederikshavn Kunstmuseum – Et specialmuseum for kunst på papir, der bl.a. rummer 250.000 grafiske arbejder, og er Nordens eneste museum for ekslibriskunst
- Knivholt herregård – Gården viser en klædedragtudstilling
- Museet Sognefogedgården - kan med sikkerhed dateres tilbage til 1713. En gammel parrallelgård. Det eneste sted i Frederikshavn, hvor kan se hvordan befolkningen i området boede omkring 1900-1940. Drevet af frivillige på en levende og autentisk måde. Se mere på www.sognefogedgården.dk

### Herregårde ved Frederikshavn
Efter danske forhold findes der usædvanlig mange herregårde på egnen. Som en af de få kommuner i Danmark findes der hele syv herregårde i og omkring Frederikshavn:
'
- Bangsbo Hovedgård, Flade Sogn – nævnes første gang i 1367 som væbnergård under Børglum kloster
- Eget herregård, Skærum Sogn – nævnes første gang i 1479 som tilhørende slægten Ornig
- Ellinggård, Elling Sogn – nævnes første gang i 1440 som væbnergård til slægten Gyldenstierne, har også huset Peder Wessel, kendt som Tordenskiold, omkring 1700-tallet.
- Gærumgård herregård, Gærum Sogn – nævnes første gang i 1350 som væbnergård under slægten Basse
- Knivholt herregård, Flade Sogn – oprettet som hovedgård i 1419, indtil da var gården en fæstegård
- Lerbærk herregård, Elling Sogn – oprettet som hovedgård i 1466 til slægten Gyldenstierne
- Bannerslund herregård, Elling Sogn – oprettet som herregård i 1672 som følge af arvedeling på Ellinggård

Desuden har følgende gårde været herregårde i perioder:
- Skjortholt ved Rydal i Åsted Sogn
- Sludstrup i Skærum Sogn
- Kragskov i Elling Sogn

### Seværdigheder
Frederikshavn ligger i et meget varieret landskab med kyst og strand, bakker og smeltevandskløfter samt skov og eng. En række af området attraktioner og rekreative områder inkluderer:
- Krudttårnet er den sidste rest af Fladstrand Fæstning, der blev opført i 1686-1690 for at beskytte ankerpladsen ud for det daværende fiskerleje, der lå hvor Frederikshavn nu ligger. Tårnet er i dag hjemsted for et militærhistorisk museum og tjener samtidig som Frederikshavns vartegn.
- Bangsbo Botaniske Have – lokal botanisk have
- Bangsbo Dyrepark – Indhegnet skov og eng med naturlegeplads og fritgående dådyr og krondyr.
- Bangsbo Fort – Tysk opført bunkerfort under 2. verdenskrig. Siden i Dansk tjeneste indtil 1964. Museum på stedet
- Cloostårnet – Et 60 m højt udsigtstårn med udsigt over det meste af Vendsyssel
- Fiskerklyngen er Frederikshavns ældste bebyggelse med brostensbelagte gader og tidstypiske fiskerhuse fra 1800-tallet til 1900-tallet med gule mure, stokroser og røde tage
- Hirsholmene – Danmarks nordligste øgruppe kan nås med postbåden fra Frederikshavn Havn
- Jernalderkældrene er syv stenbyggede kælderanlæg til opbevaring fra slutningen af den keltiske jernalder. Blandt de ældste fund er jernalderkældrene ved gården Løgten. Lignende stenbyggede kælderanlæg er fundet ved udgravninger omkring Frederikshavn bl.a. ved Donbæk, ved Bækmoien og ved Dalgård nær Tolne og Grønhede. Man kender ikke disse kældres funktion, men formoder, de har tjent som forråds- og opbevaringsrum.
- Jættestuen Blakshøj – Oldtidsminde fra 4. årtusinde f.Kr. 10 kilometer sydvest for Frederikshavn.
- Katsig Bakker – Kuperet lyng- og skovområde ca. 15 kilometer vest for Frederikshavn
- Kennedyparken er en park med en lille sø bag gymnasiet med ænder og fugle og anlagte beder med blomster, planter og agaver.
- Kigud – 121 meter høj bakke ved Gærum med en kæmpehøj på toppen. Kigud er udsigtpunktet øverst på Studebakken
- Palmestranden er Danmarks eneste palmestrand, med ægte palmer, beliggende på Nordstranden. Palmerne overvintrer i kommunens drivhuse, men hvert år i maj vender de tilbage på stranden. Nordstrand har bådehavn og restaurant
- Pikkerbakken – En 3 kilometer lang og 71 meter høj kystskrænt syd for byen
- Plantagen – Bypark med scene, fuglevolierer, sø og legeplads beliggende med Fladstrand Kirke som nabo
- Vandværksskoven – Skovområde og arboret med bl.a. omkring 100 forskellige træarter, der normalt ikke er tilpasset det nordiske klima
- Øksnebjerg – 95 m højt punkt i et kuperet tærren
- Åsted Ådal – Fredet område på 136 ha med et rigt dyre- og fugleliv

### Sport og idræt
Frederikshavn har et aktivt sports og idrætsliv med ishockey, damehåndbold og floorball som hovedattraktionerne. Tidligere har byen også gjort sig gældende indenfor brydning, bueskydning og fodbold. Frederikshavn råder over gode sportsfaciliteter med stadion, ishockeyhal, golfbane og Arena Nord – den store multiarena fra 2003.
- Bangsbo Freja – fodboldklub i Bangsbostrand
- FC Outlaws – floorballhold
- Fodslaw Frederikshavn er en vandreforening der foruden de almindelige vandreture også har andre arrangementer.
- Motionsløbeklubben FAK66 er en klub der arrangerer motions og atletikløb på alle niveauer. Klubbens medlemmer spænder fra nybegyndere til aktive marathon-løbere.
- Frederikshavn Bulldogs FK – floorballhold.
- Frederikshavn Firmaidræts Klub er en motionsklub, med ca. 2.000 medlemmer, hvor alle uanset tilhørsforhold kan deltage i aktiviteterne. Klubben arrangerer mange forskelligartede arrangementer.
- Frederikshavn Forenede Idrætsklubber, (FFI) – omfatter håndbold, fodbold, brydning, gymnastik og svømning.
- Frederikshavn FOX Team Nord – damehåndbold
- Frederikshavn Gymnastikforening af 1990, (FG '90).
- Frederikshavn Golfklub, (FGK)
- Frederikshavn Budoklub, – karate-, aikido- og jiu-jitsuklub.
- Frederikshavn Ishockey Klub, (FIK) – hjemsted for Frederikshavn White Hawks.
- Frederikshavn Rideklub
- Frederikshavn Sejlklub
- Frederikshavn Skøjteklub
- Frederikshavn Svømmehal – kommunal svømmehal med offentlig adgang.
- Golfklubben Hvide Klit – golfklub med 18-hullers bane ved Aalbæk.
- Put and Take – mulighed for lystfiskeri.

Da Danmark var vært for EM i fodbold for kvinder 1991, blev den ene af semifinalerne spillet i Frederikshavn. I 2007 blev VM i floorball for kvinder afviklet i Frederikshavn. Det danske landshold opnåede ved den lejlighed en 6. plads.
Frederikshavn er en traditionsrig by inden for brevduesporten, og har således hele tre foreninger, der deltager i flyvninger fra ind- og udland. Blandt de mest kendte i sporten bør nævnes den legendariske Emil Pilgård, der i sin levetid tilhørte den ypperste elite i Danmark.[kilde mangler]

### Foreninger og organisationer
Havnen og havet har altid været livsnerven i Frederikshavn, og der findes i byen foreninger, der arbejder på at samle og videreformidle dens historie:
- Værftshistorisk Selskab Frederikshavn – forening, der arbejder for at fastholde og formidle byens værftshistorie.
  - Gnisten – en lodsbåd som er under restaurering af Værftshistorisk Selskab Frederikshavn
- Maritim Historisk Forening – forening, der arbejder med byens maritime historie.
- Slægts- og Lokalhistorisk Forening, Frederikshavn – forening som primært arbejder med lokalhistorie.
- DDS spejderne.
- FDF, Frivilligt Drenge- Og Pige-Forbund
- Fantastica Frederikshavn Rollespilsforening: En forening med det formål at samle Frederikshavns Tabletop miljø på tværs af alder og social baggrund.

### Offentlige skulpturer
Frederikshavn er rigt udsmykket af både lokale og nationale kunstnere og skulptører, og som en del af arkitekturen finder man mange spændende udsmykninger i husenes facader i gaderne omkring centrum. Flere af byens bygninger er illumineret, så de om aftenen og natten fremstår som monumentale kunstværker. Byens centrum, Fisketorvet, er et eksempel på, hvordan tradition og fornyelse har skabt et torv, der skifter karakter med døgnets rytme.

#### Skulpturer i by og omegn
Forskellige steder i byen og omegnen findes flere skulpturer og stenhuggerarbejder, bl.a.:
- Bolten – skulptur i Danmarksgade udført i 1986 af Per Neble (f. 1937)
- Boolsens Stenhave – Have ved Bangsbo Museum, der rummer ca. et tusinde menneskeforarbejdede sten fra det 3. årtusinde f.Kr. til midten af 1900-tallet
- Brysterne – Fem kuppelformede brostensskulpturer med springende vand beliggende ved Rådhusstrædet
- Fiskerne – En stenskulptur ved Langerak på havnen af Hans W. Larsen (1886 – 1984)
- Frihedsmonumentet – Granitrelief af Sven Bovin (1915 – 2000) ved Frederikshavn Kirke.
- Lodstorvet – Skabt af Flemming Johansen, med udsmykning der henter sin inspiration i det maritime miljø
- Løvebrønden – Brønd ved Bangsbo Museum med statue lavet af Thorvald Bindesbøll
- Mindesmærket for isbådsulykken ved Frederikshavn 26. februar 1956 – rejst ved Frederikshavn Kirke til minde om fire marinere, der døde under redningsaktionen af fire drenge, der var gået ud på isen.
- Sparegris – Granitstenskulptur i Søndergade der lavet af den lokale kunstner Sven Bovin
- Steler – 22 skulpturer, steler, af Poul Erland (f. 1937), placeret parvist i gågaden
- Stenaldermand opfinder hjulet – Granitmonument i Tordenskjoldsgade fra 1981 af Sven Bovin
- Stenbiderfontænen – Fontæne med springvand på Nytorv lavet af Sven Bovin
- Stjernefuglen – skulptur ved Nørregade lavet 1978 af den lokale kunstner Erik Skjoldborg (1940-1997)
- Tordenskjold – En statue fra 1990 af Poul Erland på Fisketorvet der viser Tordenskjold
- Tubablæseren – Bronzestatue ved Rådhus Stræde af Arne Ranslet (f. 1931)
- Vinden – Skulptur i Rimmensgade lavet af Freddy Fræk (f. 1935)

#### Gallerier etc.
Der findes i byen et antal gallerier og kunsthåndværkere f.eks.:
- Dot Keramik – Åbent arbejdende kunsthåndværkerværksted hvor der fremstilles keramik og blomsterdekorationer
- Galleri Marta – Et galleri med udstilling af stentøjskeramik af Marta Nørgaard Jørgensen
- Galleri 7 – Galleri med malerier, akvareller, keramik og glaskunst
- Glasværkstedet Birgit Van – Arbejdende værksted med galleri og butik,
- Malurt – café og galleri med skulpturer af Erik Skjoldborg (1940-1997)
- Ramme Galleriet – Galleri med ny og gammel kunst bl.a. et udvalg af COBRA-kunst
- Rikke Pape – Åbent arbejdende værksted med kunsthåndværk og brugskunst

## Venskabsbyer, anno 2008
- Borlänge, Sverige
- Bremerhaven, Tyskland
- Paamiut (Frederikshåb), Grønland
- Larvik, Norge
- North Tyneside, England
- Riga, Letland
- Rovaniemi, Finland
- Vestmannaeyjar, Island

## Kendte frederikshavnere
- Karl Bovin- kunstner tilknyttet Cornergruppen
- Sven Bovin – stenhugger, kaldet stenens mester
- Frederik Bramming – tegner og ophavsmand til begrebet kravlenisser
- Agnete Brittasius – kunstner som i det væsentlige beskæftiger sig med skulpturelle arbejder.
- Mogens Damm – tidl. politiker, kulturudvalgsformand og gymnasielærer.
- Jens Gaardbo – journalist
- Bent Haller – forfatter
- Ove Hansen — kendt som “Pedal-Ove”, offer for det nok mest berømte justitsmord i danmarkshistorien
- Arne Jacobsen – bueskytte
- Svend Erik Studsgaard (en) - Bryder
- Susanne Grandt Jakobsen – forfatter
- Jens Christian Larsen – forhenværende folketingsmedlem for Venstre
- Lotte Kiærskou – håndboldspiller
- Erik Mortensen (1926-1998) – designer af haute couture
- Connie Nielsen – skuespiller
- Elsebeth Gerner Nielsen – folketingsmedlem og tidligere kulturminister
- Harald Nielsen – fodboldspiller
- Allan Olsen – sanger og sangskriver
- FS Orlonn (Flemming Sørensen) – guitarist og sanger
- Lene Siel – sangerinde
- Tina Siel – sangerinde
- Steen Karlsen – kunstmaler